# 薩摩洋時久
薩摩洋 時久（さつまなだ ときひさ、1918年5月5日 - 1976年1月29日）は、鹿児島県熊毛郡中種子町増田出身で、昭和初期に活動した井筒部屋所属の元大相撲力士。鶴ヶ嶺の弟で、本名は下家 時久。身長185cm、体重92kg。最高位は西十両13枚目。得意技は左四つ、吊り。

## 来歴
井筒部屋に入門、1937年5月場所に初土俵。1942年1月場所に十両に昇進し、兄の鶴ヶ嶺道芳（当時幕内）とともに、兄弟同時関取となった。その場所は5勝10敗と負け越し、十両に在位したのは1場所のみであった。1944年5月場所をもって26歳の若さで引退（廃業）した。

## 主な成績
- 通算成績：53勝43敗13休 勝率.552
- 十両成績：5勝10敗 勝率.333
- 現役在位：14場所
- 十両在位：1場所

### 場所別成績
| 1937年 （昭和12年） | x                  | （前相撲）              | x |
| 1938年 （昭和13年） | 新序 2–1           | 東序二段49枚目 3–4      | x |
| 1939年 （昭和14年） | 東序二段44枚目 5–2 | 西三段目35枚目 7–1      | x |
| 1940年 （昭和15年） | 西幕下48枚目 4–4   | 西幕下36枚目 5–3        | x |
| 1941年 （昭和16年） | 東幕下18枚目 6–2   | 東幕下4枚目 5–3         | x |
| 1942年 （昭和17年） | 西十両13枚目 5–10  | 東幕下3枚目 休場 0–0–8  | x |
| 1943年 （昭和18年） | 東幕下29枚目 6–2   | 西幕下13枚目 4–4        | x |
| 1944年 （昭和19年） | 東幕下11枚目 1–7   | 東幕下37枚目 引退 0–0–5 | x |
| 各欄の数字は、「勝ち-負け-休場」を示す。 優勝 引退 休場 十両 幕下 三賞：敢=敢闘賞、殊=殊勲賞、技=技能賞 その他：★=金星 番付階級：幕内 - 十両 - 幕下 - 三段目 - 序二段 - 序ノ口 幕内序列：横綱 - 大関 - 関脇 - 小結 - 前頭（「#数字」は各位内の序列） |                    |                         |   |

## 改名歴
- 薩摩洋 時久（さつまなだ ときひさ）1937年5月場所 - 1944年5月場所